# Beutelstrahler
Die Beutelstrahler (Cystoidea) sind eine ausgestorbene Klasse innerhalb des Stammes der Stachelhäuter (Echinodermata) und sind mit den noch heute lebenden Seelilien und Haarsternen (Klasse Crinoidea, Unterstamm Crinozoa) entfernt verwandt. In der Systematik werden die Beutelstrahler mit etwa 100 Gattungen zusammen mit den anderen ausgestorbenen Klassen Eocrinoidea, Blastoidea (Knospenstrahler), Paracrinoidea und Parablastoidea im Unterstamm Blastozoa zusammengefasst.
Die Beutelstrahler sind eine vermutlich polyphyletische Gruppe, die im oberen Kambrium aus den Eocrinoidea hervorgegangen ist. Die größte Formenfülle hatten sie im Ordovizium. Im Silur und Devon verlieren sie mehr und mehr an Bedeutung, die letzte Art verschwindet im Oberdevon.
Typisch für die Beutelstrahler ist ein vermutlich der Atmung dienendes Porensystem, das entweder paarig angeordnet war (Diploporitida) oder aus Porenrauten bestand (Rhombifera). Entsprechend können in der Systematik die Cystoideen auch in die Klassen Rhombifera und Diploporita aufgegliedert sein.
Während des mittleren Ordoviziums tritt die Gattung Echinosphaerites im Ostseeraum so massenhaft auf, dass sie gesteinsbildend wurde („Kristalläpfel“). 

## Lebensweise
Die Beutelstrahler ernährten sich, indem sie fressbare Partikel mit ihren Brachiolen aus dem vorbeiströmenden Wasser filterten und über Futterrinnen zum Mund führten.
Manche Beutelstrahler waren ständig mit einem Stiel am Meeresboden befestigt (sessil), andere konnten ihren Stiel möglicherweise um einen geeigneten Gegenstand schlingen und wären dann sogar dazu in der Lage gewesen, ihren Standort zu wechseln (vagil). Andere Formen besaßen keinen solchen Fortsatz und hafteten am Untergrund oder steckten im Sediment.

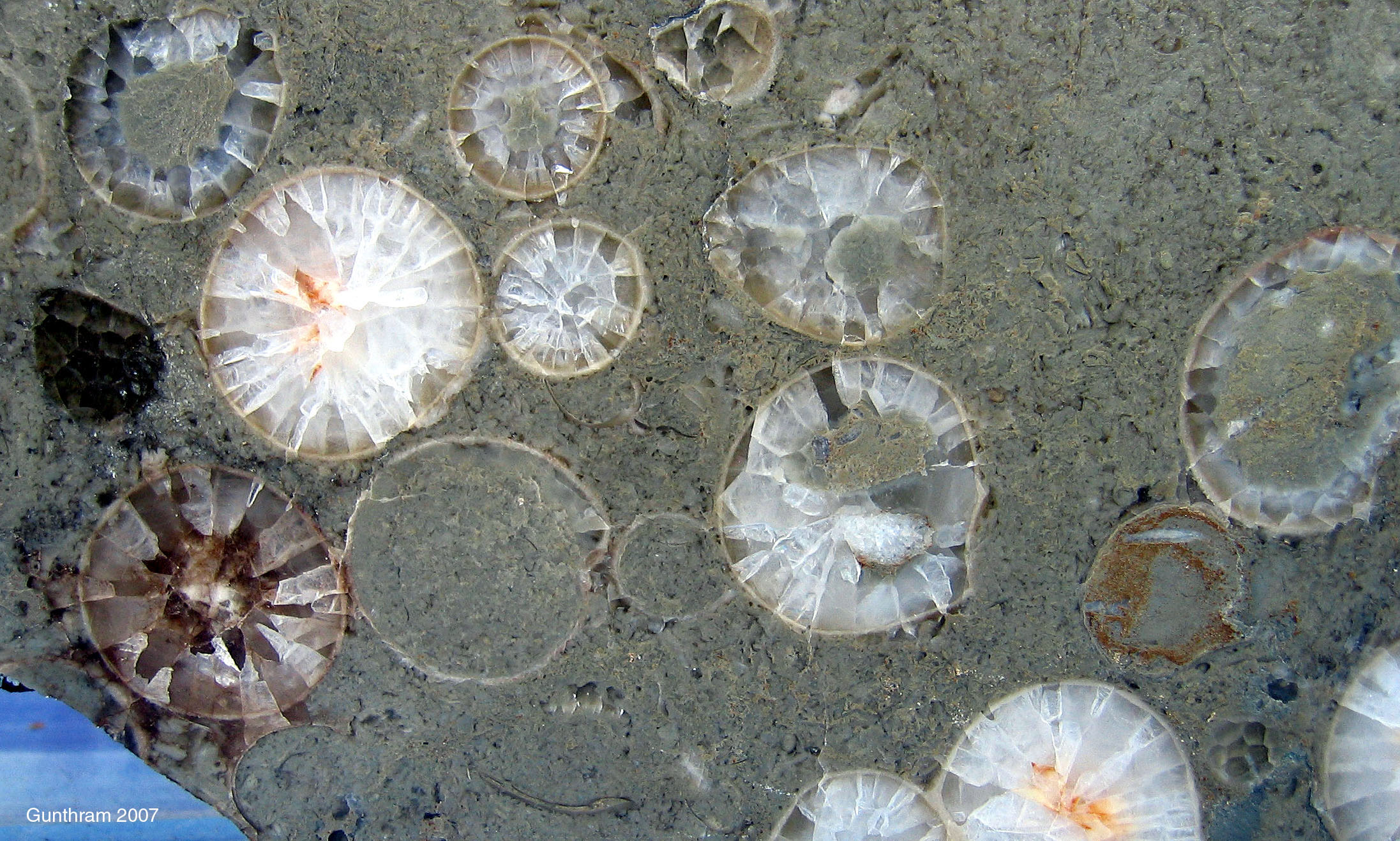
Sphaeronites pomum im Anschliff aus dem unteren Ordovizium (Holen-Kalkstein, Tremadoc) von Degerhamn, Schweden